# Păstorul (film)
Păstorul (în engleză Shepherd cunoscut și ca Cybercity) este un film canadian SF de acțiune din 1998, regizat de Peter Hayman, scris de Nelu Ghiran, cu o coloană sonoră de Donald Quan. Rolurile principale au fost interpretate C. Thomas Howell, Roddy Piper și David Carradine. Filmul a fost produs de Danforth Studios și a fost lansat la 28 august 1998. 

## Rezumat
În acest lungmetraj, evenimentele au loc în viitor, într-un loc pustiu, unde un mercenar protejează o femeie și fiul ei de niște sectari foarte periculoși.

## Distribuție
- C. Thomas Howell – Boris Dakota
- Roddy Piper – Miles
- David Carradine – Ventrilocul
- Heidi von Palleske – Lilith
- Mackenzie Gray – Lyndon
- Raymond Serra – Père Rizzo
- Marina Anderson – Sophia
- Fraser Reilly – Abe
- Daniel Lévesque – hoțul
- Jules Delorme – Peter
- Tony Curtis Blondell – Al
- Elisa Schwarz – Anne
- Cory Stevens – Charlie
- Nikole Xidlas – Magdeline
- Annette Shaffer – Ruth